# Transarterielle Chemoembolisation
Die transarterielle Chemoembolisation (TACE) ist ein minimalinvasives, radiologisches Verfahren zur Behandlung des inoperablen hepatozellulären Karzinoms (HCC; Leberkrebs), cholangiozellulären Karzinoms und in bestimmten, ausgewählten Fällen auch von Lebermetastasen (zum Beispiel von neuroendokrinen Karzinomen). Dieses in einer Angiographie durchgeführte Verfahren kombiniert die Gabe mehrerer Medikamente wie zum Beispiel eines Chemotherapeutikums mit gleichzeitiger gezielter Verstopfung (Embolisation) von Arterien mittels kleiner Teilchen.

## Indikation

### Palliative Behandlung
Eine alleinige Behandlung mit der TACE führt in den meisten Fällen nicht zu einer Heilung (Ausnahme: kleine, einzelne HCC-Knoten), sondern zu einer Verlängerung der Lebenserwartung bei Tumorkontrolle unter Wiederholung der TACE in festen Intervallen. Deshalb wird die TACE häufig eingesetzt im Rahmen einer palliativen Behandlung, wenn eine lokale Tumortherapie (insbesondere eine Operation) nicht möglich ist.

### Bridging
Die TACE hat zunehmende Bedeutung als Überbrückungstherapie (sogenanntes „Bridging“) von leberkranken Patienten vor einer Lebertransplantation.

### Neoadjuvante Behandlung
Bei technisch schwierig mittels Operation zu behandelnden Tumoren, insbesondere beim hepatozellulären Karzinom, wird die Behandlung mit TACE auch eingesetzt als Vorbereitung der Operation. Die Ergebnisse dieser Strategie sind wechselnd. Bei einem deutlichen Tumorgewebszerfall (Nekrose) durch die TACE kann allerdings die Prognose verbessert werden.

## Relevante Krankheitsbilder
Krankheiten, die mittels TACE behandelt werden können, sind:
- hepatozelluläres Karzinom (HCC)
- cholangiozelluläres Karzinom (CCC)
- in einigen Fällen Lebermetastasen

## Ausschlusskriterien
Ausschlusskriterien (Kontraindikationen) sind:
- ausgedehnter Tumorbefall der Leber[4]
- Befall von Pfortader oder Lebervenen, Infiltration von Nachbarorganen (T4-Status nach TNM-Klassifikation)
- Metastasen außerhalb der Leber
- gestielter Tumor
- schwere Herzinsuffizienz
- schwere Leberinsuffizienz (Stadium Child C)
- schwere Kontrastmittel-Allergie
- schwere Gerinnungsstörung
- schlechter Allgemeinzustand (Karnofsky-Index <70 %)

## Durchführung
Das Besondere an dem hepatozellulären Karzinom ist seine arterielle Durchblutung (es wird überwiegend von kleinen arteriellen Gefäßen ernährt und nur gering von Pfortaderästchen), was dem interventionellen Radiologen die Möglichkeit gibt, dieses arterielle Gefäßgebiet mittels Angiographiekatheter aufzusuchen und so den Tumor gezielt zu behandeln.
Dazu wird nach der Punktion der Leistenarterie (Arteria femoralis) ein spezieller Sondierungskatheter über die Aorta in den Abgang der Leberversorgung (Truncus coeliacus) platziert. Mit Kontrastmittel werden der Tumor und die Lage der Katheterspitze dargestellt. Über den Sondierungskatheter wird ein Katheter in die gemeinsame Leberarterie (Arteria hepatica communis oder deren Hauptäste, die Arteria hepatica sinistra bzw. dextra) vorgeschoben. Die Positionierung der Spitze des Katheters (also die Stelle, von wo die Embolisation durchgeführt werden wird) wird je nach Lage des oder der Tumoren in der Leber festgelegt. Dabei ist eine nähere Positionierung des Katheters zum Tumor von Vorteil, weil so eine aggressivere Embolisationtechnik (Erreichen einer höheren Wirkung des Chemotherapeutikums im Tumor) angewandt werden kann. Diese „tiefere“ Positionierung in den Lebergefäßen benötigt statt der Verwendung des sogenannten Selektivkatheters (4–5 French Durchmesser) einen Superselektivkatheter (Synonym: Mikrokatheter; 1,8–2,7 French Durchmesser), der durch den Selektivkatheter in kleinere Segmentarterien vorgeschoben werden kann. Diese superselektiv durchgeführte TACE (einigen Zentren sprechen hier von der S-TACE) führt im Vergleich zur konventionellen TACE (ohne Verwendung dieses Mikrokatheters) zu einer Verbesserung des Überlebens.
Je weiter entfernt vom Tumor die Embolisation durchgeführt wird, desto höher ist die Gefahr für eine Mitembolisation von Pankreas und Dünndarm (sogenannte non-target-embolization über die Arteria gastroduodenalis).
Es gibt bezüglich der Wahl der Embolisate und des Chemotherapeutikums noch keine allgemein akzeptierten Standards. Ein übliches Verfahren verwendet folgende Substanzen:
1. Beginn mittels der Injektion einer Emulsion von Lipiodol, einer öligen röntgendichten Flüssigkeit. Damit werden die zuführenden Blutgefäße durch feine Öltröpfchen zeitweise verschlossen und so die Wirkung des Chemotherapeutikums in der Leber verlängert.
2. Optional ist nun die Embolisation mittels kleiner kugelförmiger, genau kalibrierter (40–120 Mikrometer) Gelatine- oder Plastikpartikel, die zu einer weiteren Flussverlangsamung im Tumorbett führen. Man nimmt an, dass Hypoxie (Sauerstoffmangel) im Tumor die Wirkung des anschließend injizierten Chemotherapeutikums verbessert.
3. Als Chemotherapeutika kommen Doxorubicin, Carboplatin, Mitomycin C und andere zum Einsatz.
4. Abschließend erfolgt nochmals eine Embolisation.

Es kommt nur selten zu einem kompletten, dauerhaften Verschluss der den Tumor ernährenden Blutgefäße. Die TACE-Behandlung sollte je nach Therapieerfolg mehrfach wiederholt werden. Hier werden je nach Zentrum unterschiedliche Therapieregime (zwei bis vier Behandlungen, die nach vier bis acht Wochen wiederholt werden) verwendet.

## Ergebnisse
2003 konnte in einer Metaanalyse (ausschließlich randomisierte Studien mit insgesamt 545 Patienten mit HCC) eine deutliche Verbesserung der (2-Jahres-)Überlebensrate nach TACE im Vergleich zu nicht behandelten Patienten (sogenannte Best Supportive Care unter Tamoxifen-Therapie) belegt werden. Dieser Therapieerfolg betraf nur den Einsatz von TACE (also einer Mischung von Embolisaten und Chemotherapie), nicht jedoch eine einfache Embolisation mit Lipiodol und Partikeln ohne Chemotherapie.
Trotz der massiven Verbesserungen in der Chirurgie ist es in vielen Fällen nicht möglich, bei manifester Leberzirrhose (was die Präkanzerose für das Auftreten der HCC darstellt) zu operieren. Eine mögliche Entfernung eines Leberlappens, in dem sich der Tumor befindet, ändert auch nichts an dem Vorliegen der Leberzirrhose im verbliebenen Leberlappen. Eine kurative Behandlungsmethode ist in solchen Fällen die Lebertransplantation. Die TACE führt in den meisten Fällen nicht zu einer Heilung, ist also eine palliative Behandlungsmethode. Ob ein Patient lebertransplantiert werden kann, wird anhand der sog. Milan-Kriterien (auch nach ihrem Beschreiber Mazzaferro-Kriterien genannt) entschieden. Diese Therapieentscheidungen können z. B. nach dem sogenannten Barcelona Staging and Treatment Schedule (BCLC) getroffen werden.
Mit der TACE als Bridging-Methode für Patienten auf der Lebertransplantations-Warteliste wurden 5-Jahres-Überlebensraten von 81 % bis 94 % erreicht.

## Alternative Behandlungsmethoden
Alternative Behandlungsmethoden, die oftmals auch mit der TACE kombiniert werden, sind:
- perkutane Ethanol-Injektionstherapie (PEI)
- Radiofrequenzablation (RFA)
- selektive interne Radiotherapie (SIRT)
- Sorafenib-Chemotherapie
- chirurgische Resektion
- Lebertransplantation (LTx)

## Weblink
- GEP-Tumorzentrum Neuss-Düsseldorf